# Cheritra jafra
Cheritra jafra är en fjärilsart som beskrevs av Jean Baptiste Godart 1823. Cheritra jafra ingår i släktet Cheritra och familjen juvelvingar. Inga underarter finns listade i Catalogue of Life.